# Algirdas Greimas

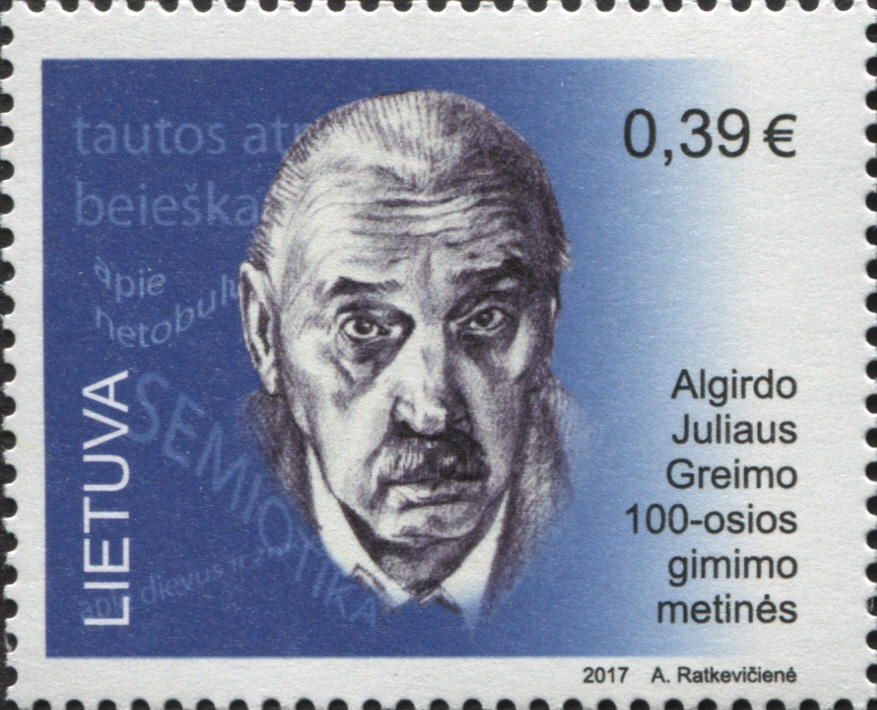
Greimas afgebeeld op een postzegel

Algirdas Julien Greimas (Toela, 9 maart 1917 - Parijs, 27 februari 1992) was een Litouws linguïst die heeft bijgedragen aan de theorie van de Semiotiek. Ook deed hij onderzoek naar de Litouwse mythologie. Gedurende de tijd dat hij in Frankrijk verbleef werd in publicaties zijn tweede naam, in het Litouws "Julius", als "Julien" gespeld.
Greimas publiceerde in 1966 een studie met de titel Sémantique Structurale. Hij gaat daarin uit van 'binaire opposities': pas wanneer iemand de verschillen tussen twee termen ziet, kan hij de betekenis ervan vatten. Hij behandelde onder meer het principe van (juist ook de kleinste) betekenisbepalende elementen in een woord.
- Bibsys: 90143185
- Biblioteca Nacional de España: XX1164468
- Bibliothèque nationale de France: cb11905841v (data)
- Catàleg d'autoritats de noms i títols de Catalunya: 981058610184106706
- CiNii: DA01504826
- Digitale Bibliotheek voor de Nederlandse Letteren: grei002
- Gemeinsame Normdatei: 118787470
- International Standard Name Identifier: 0000 0001 2147 2320
- Library of Congress Control Number: n50030098
- Nationale Bibliotheek van Letland: 000003960
- Bibliotheek van het Japanse parlement: 00467568
- Nationale Bibliotheek van Tsjechië: jn20000602430
- Nationale bibliotheek van Australië: 35149839
- Nationale Bibliotheek van Israël: 987007279757505171
- Nationale Bibliotheek van Polen: a0000001179073
- Nationale en Universitaire bibliotheek Zagreb: 000034730
- Nederlandse Thesaurus van Auteursnamen: 068352913
- Réseau des bibliothèques de Suisse occidentale: 02-A003318379
- Istituto Centrale per il Catalogo Unico: CFIV061615
- LIBRIS: 188664
- Système universitaire de documentation: 026902354
- Trove: 842869
- Virtual International Authority File: 109046622
- WorldCat: E39PBJrrv3FrXPDCgXpgtXDXh3